# Fàtima (Portugal)
Fàtima -Fátima (portuguès)- és una freguesia de Portugal famós per les aparicions marianes, reconegudes per l'Església Catòlica, ocorregudes el 1917. La ciutat mateixa té una població de 7.756 i és localitzat a Ourém, a la Regió del Centre i Médio Tejo. És al Districte de Santarém i s'inclou en l'aglomeració urbana de Leiria, al centre de Portugal a 187 km al sud de Porto i 123 km al nord de Lisboa. El nom de la ciutat (anteriorment un poble petit) ve del nom àrab «Fàtima» (en àrab: Fāṭimah).

## Aparicions marianes
Fàtima esdevingué famosa per l'afluència de pelegrins al santuari marià (amb la Basílica més gran dedicada a la Nostra Senyora), construït per commemorar els esdeveniments religiosos de 1917 quan tres pastors nens comunicaven fins a sis aparicions de la Mare de Déu, la primera de les quals tingué lloc el 13 de maig de 1917, sota el títol de "la nostra senyora del rosari". Els nens - Lúcia dos Santos i els seus cosins beats Jacinta i Francisco Marto - experimentaven les aparicions marianes comunicades en una pastura anomenada Cova da Iria.

## Economia
L'economia de la ciutat depèn de turisme religiós. Fàtima ara atreu hosts de creients d'arreu, especialment sobre els dies de pelegrinatge, i el santuari s'ha desenvolupat a una escala colossal. La ciutat té un nombre considerable de botigues i paradetes on es venen tota classe d'ítems religiosos, i els carrers de la ciutat tenen molts hotels, albergs i restaurants.

## Esdeveniments religiosos
El Santuari de Fàtima atreu un gran nombre de catòlics, i tots els anys els pelegrins les multituds omplen el camí veïnal que condueix al santuari arribant a un milió entre 13 de maig i 13 d'octubre, les dates significatives de les aparicions de Fàtima.
A l'altre costat de l'esplanada s'aixeca la basílica gegantina, d'estil neoclàssic, amb una torre central 65 metres d'altura, la construcció de la qual s'inicià el 13 de maig de 1928. És flanquejada per columnates connectant-la amb els edificis del convent i de l'hospital. A la basílica hi ha les tombes dels tres vidents, Jacinta i Francisco Marto, difunts el 1919 i el 1920 respectivament en l'epidèmia de grip de 1918 beatificats el 2000, i Lúcia dos Santos que morí el 2005. L'Església de la Santíssima Trindade, una de les esglésies més grans al món, fou construïda a l'altre costat de l'esplanada durant els anys 2000.

## Esports
El major club d'esports de Fátima és el Centro Desportivo de Fátima, que juga a la Segona divisió portuguesa de futbol.

## Galeria

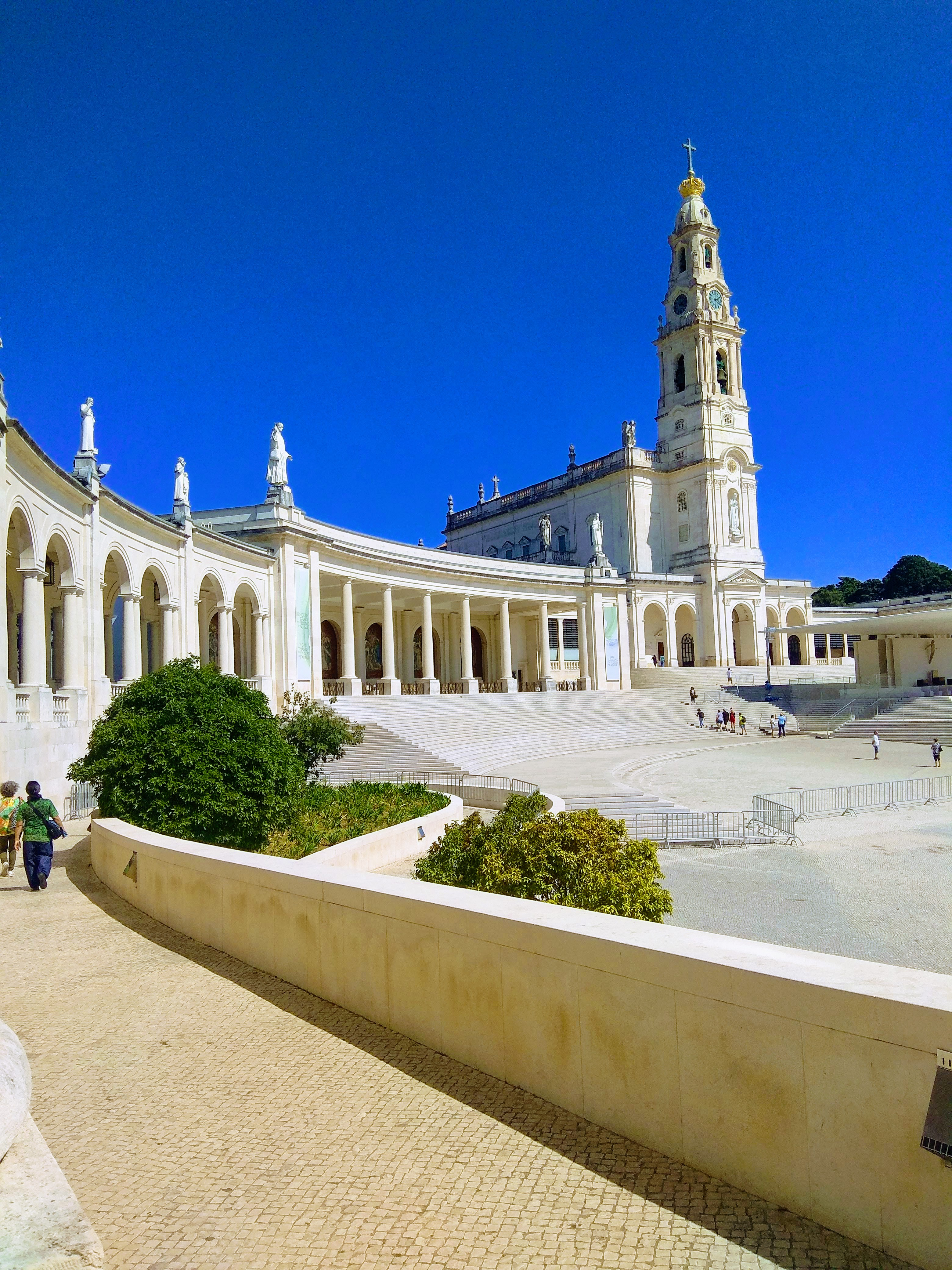
Basílica de la Nostra Senyora del Rosari
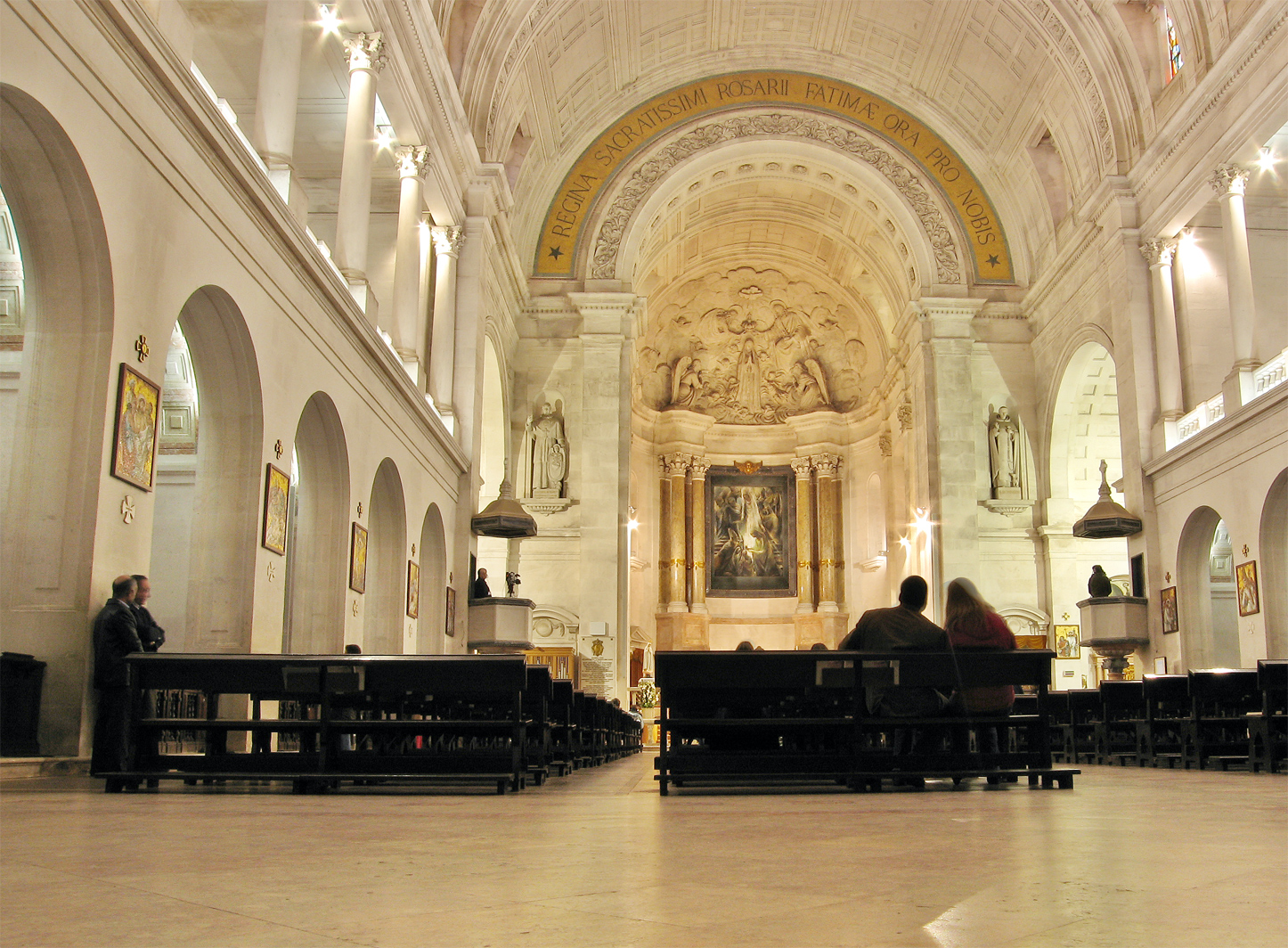
Interior de la Basílica del Rosari
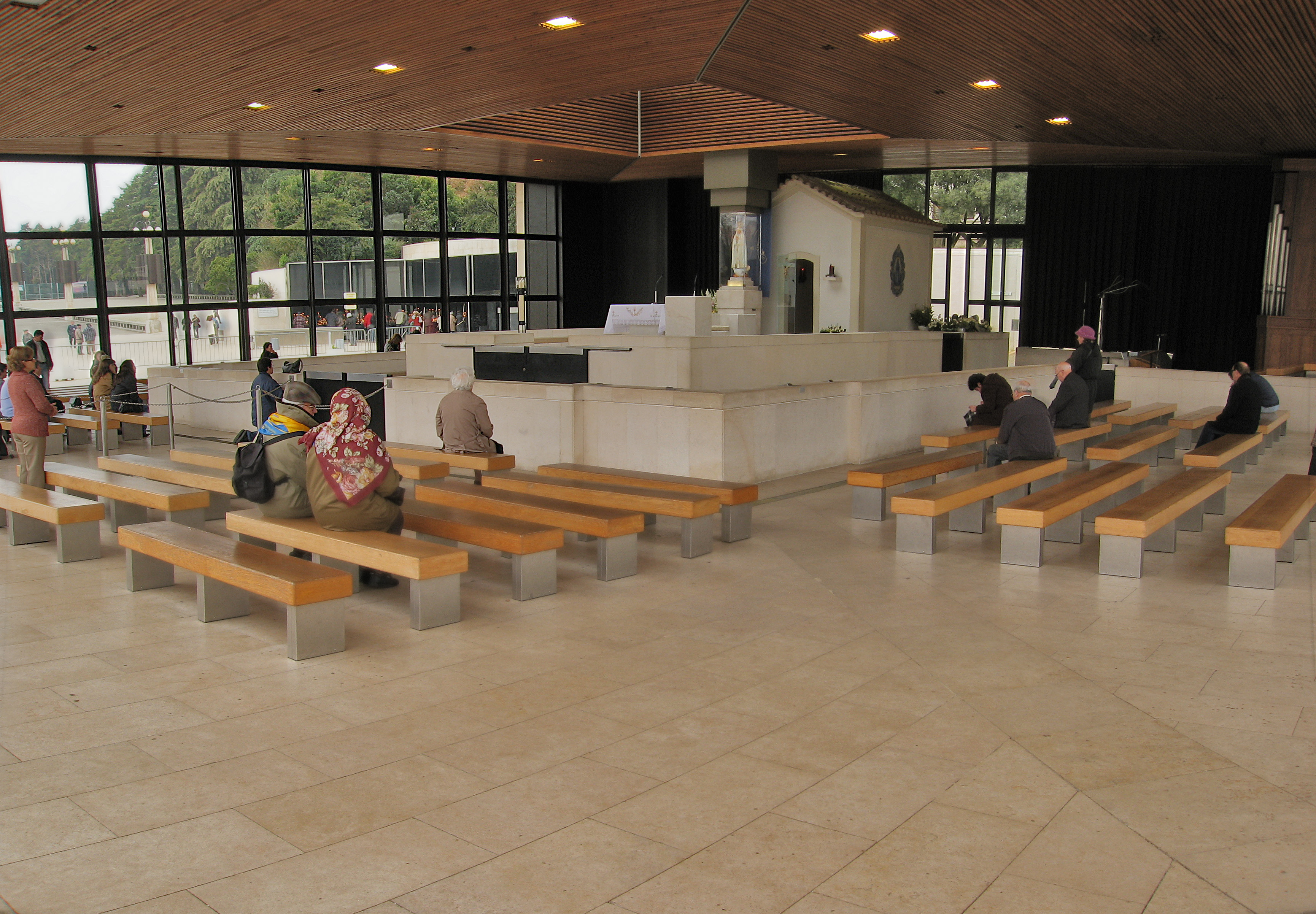
La Capella de les Aparicions
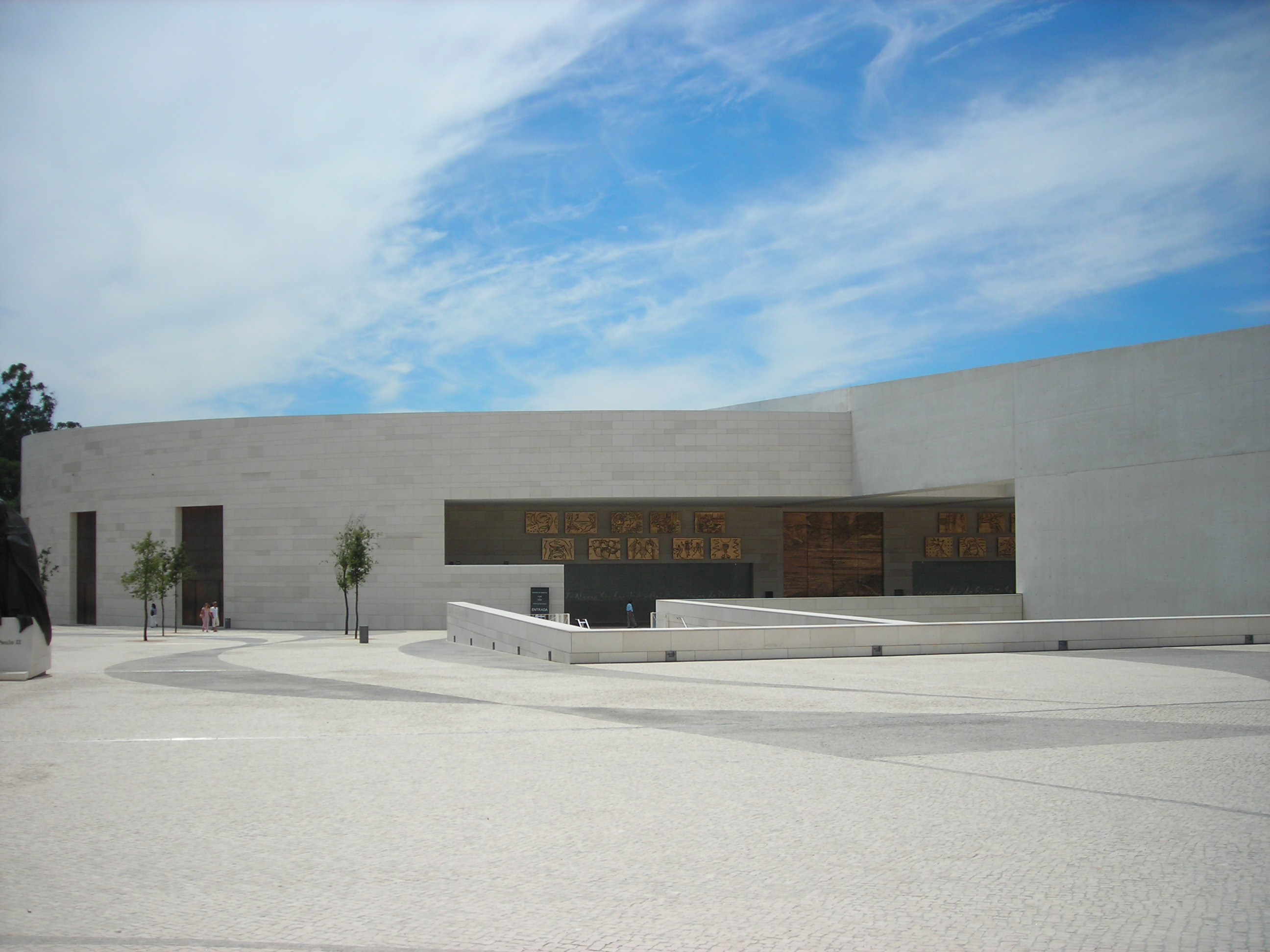
Església de la Santíssima Trindade, és la quarta església catòlica més gran al Món.
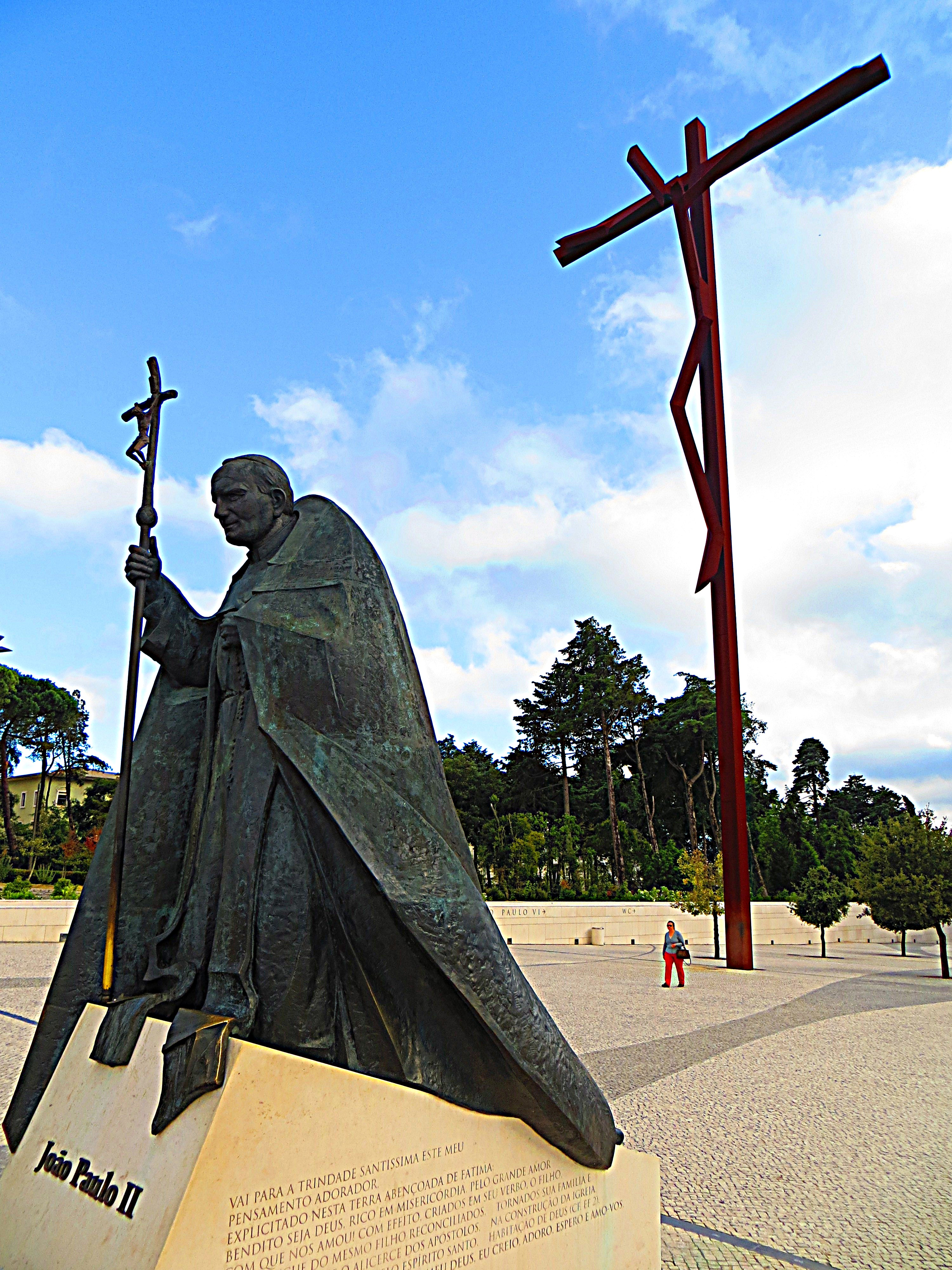
Estàtua dedicada al sant Joan Pau II

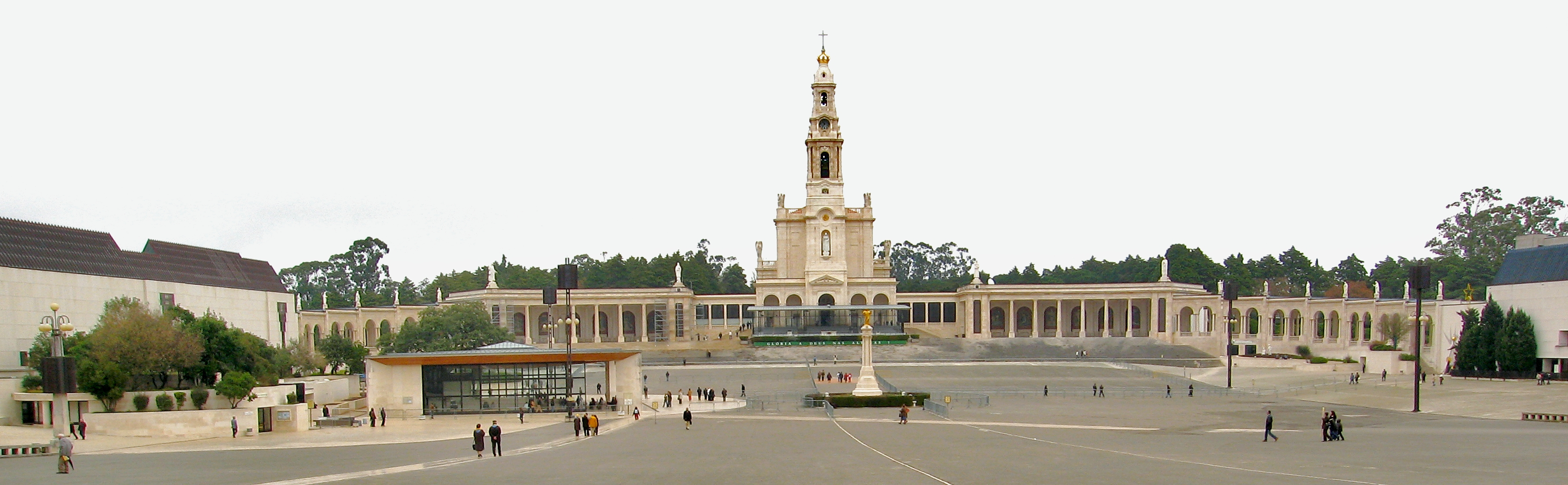
Panoràmica del Santuari de Fàtima (amb la Capella de les Aparicions i la Basílica de la Nostra Senyora del Rosari).